# Stormwatch 2
Stormwatch 2 è una raccolta del gruppo musicale britannico Jethro Tull, pubblicata in occasione del Record Store Day 2020.

## Descrizione
Stormwatch 2 (2020) contiene alcuni dei brani della Stormwatch 40th Anniversary Force 10 Edition che non erano presenti sull'album in vinile originale. Tutte le tracce sono state remixate da Steven Wilson.

## Tracce
Lato A
1. Broadford Bazaar
2. Crossword
3. Dun Ringill (Early Version)
4. Dark Ages (Early Version)

Lato B
1. Urban Apocalypse
2. Kelpie
3. Man Of God
4. Sweet Dream Fanfare
5. Sweet Dream (Live)

## Formazione
- Ian Anderson - voce, flauti, chitarra acustica, basso
- Martin Barre - chitarra elettrica, chitarra acustica, mandolino
- John Evan - pianoforte, organo
- Barriemore Barlow - batteria, percussioni
- John Glascock - basso
- David Palmer - tastiere, organo, arrangiamenti orchestrali
- Dave Pegg - basso